# Telpusa
Telpusa (en griego, Θέλφουσα) es el nombre de una antigua ciudad griega de Arcadia.
Según la mitología griega, su nombre proviene de la náyade Telpusa, hija del río Ladón. 
Pausanias sitúa en los límites del territorio de Telpusa con Taliadas un santuario de Deméter Eleusinia con imágenes de Deméter, Perséfone y Dioniso. Telpusa estaba situada sobre una colina en la margen izquierda del río Ladón. En la ciudad había un templo de Asclepio y otro dedicado a los doce dioses, que en tiempos de Pausanias estaba en su mayor parte en ruinas. En los límites de Telpusa y Herea se hallaba el punto donde el río Tutoa desembocaba en el Ladón.
En el año 219 a. C., Filipo V de Macedonia, en su expedición contra territorios de Etolia y Élide, restituyó a los habitantes de Telpusa una de las ciudades tomadas a los eleos.
Sus restos se encuentran al noroeste del pueblo actual de Vanaena.